# Bowls de fútbol americano universitario de la NCAA de la temporada 2014

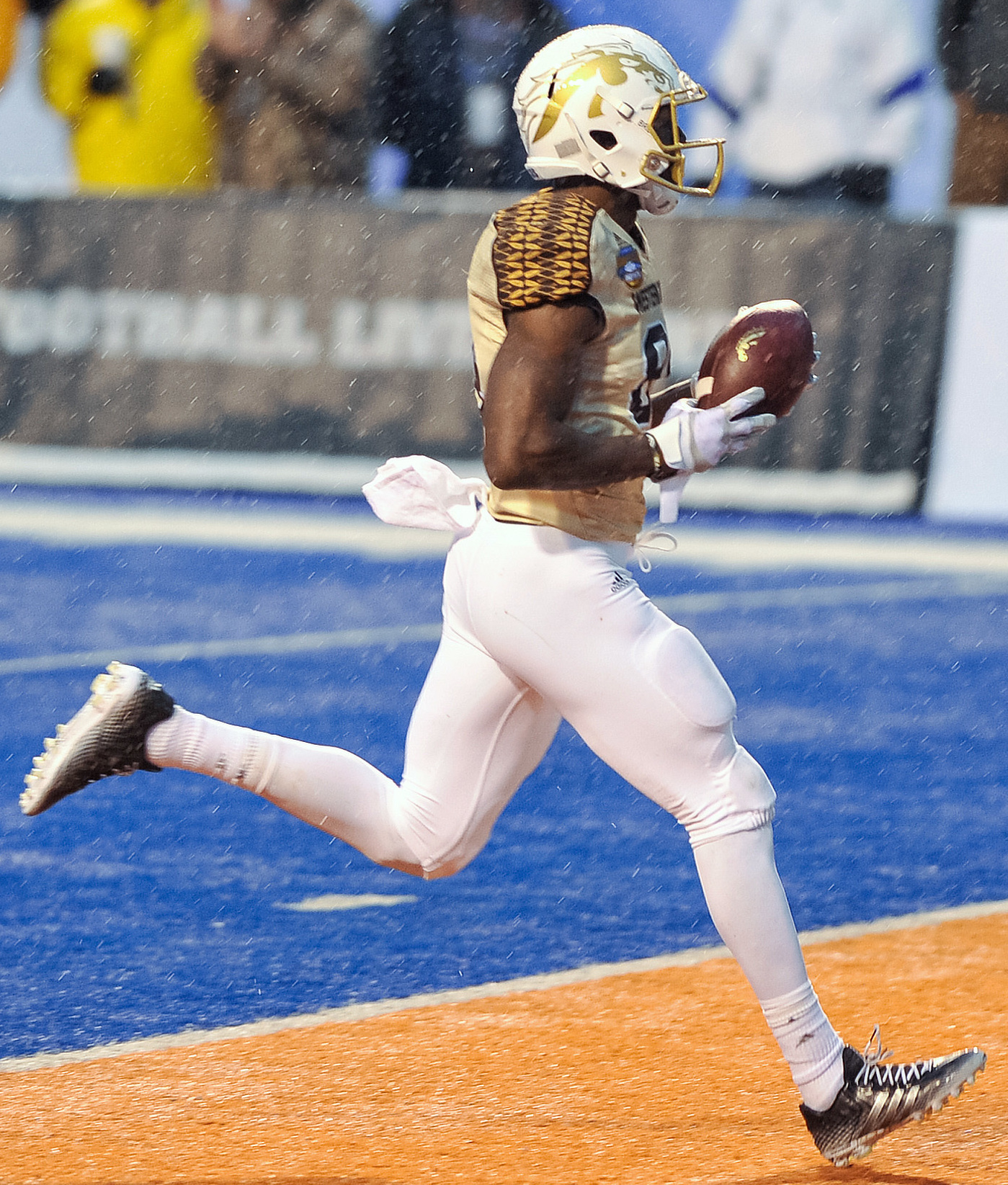
Falcon defensive back Gavin McHenry, a junior, attempts to catch Broncos Corey Davis as he runs for a 47 yard touchdown in the second quarter of Boise's Famous Idaho Potato Bowl game held Dec. 20, 2014 in Boise, Idaho. Air Force defeated Western Michigan 38-24. (Air Force photo/Liz Copan)

Los Bowls de fútbol americano universitario de la NCAA de la temporada 2014 fueron los bowls oficialmente aprobados por la NCAA que se disputaron en diciembre de 2014 y enero de 2015 entre aquellos equipos de fútbol americano universitario de la "Football Bowl Subdivisión" (FBS) de la División I de la NCAA que fueron invitados a participar en cada bowl. 
En la temporada 2014 fueron 38 partidos, además del College Football Championship Game, que no es propiamente un bowl, sino el partido final del campeonato nacional.
Dos de los 38 bowls acogen las semifinales del College Football Playoff. En la temporada 2014 fueron el Rose Bowl y el Sugar Bowl
| Fecha       | Bowl       | Sede                                  | Campeón         | Oponente           | Resultado |
| ----------- | ---------- | ------------------------------------- | --------------- | ------------------ | --------- |
| 1 Ene. 2015 | Rose Bowl  | Estadio Rose Bowl Pasadena            | Oregón          | Estatal de Florida | 59-20     |
| 1 Ene. 2015 | Sugar Bowl | Mercedes-Benz Superdome Nueva Orleans | Estatal de Ohio | Alabama            | 42-35     |

Los otros cuatro partidos que conforman el denominado New Year's Six fueron:
| Fecha        | Bowl        | Sede                                          | Campeón             | Oponente            | Resultado |
| ------------ | ----------- | --------------------------------------------- | ------------------- | ------------------- | --------- |
| 31 Dic. 2014 | Peach Bowl  | Georgia Dome Atlanta                          | TCU                 | Ole Miss            | 42-3      |
| 31 Dic. 2014 | Fiesta Bowl | Estadio de la Universidad de Phoenix Glendale | Estatal de Boise    | Arizona             | 38-30     |
| 31 Dic. 2014 | Orange Bowl | Estadio Sun Life Miami                        | Georgia Tech        | Estatal de Misisipi | 49-34     |
| 1 Ene. 2015  | Cotton Bowl | AT&T Stadium Arlington                        | Estatal de Míchigan | Baylor              | 42-41     |

El resto de bowls fueron, por orden cronológico, los siguientes:
| Fecha        | Bowl                     | Sede                                         | Campeón                       | Oponente             | Resultado  |
| ------------ | ------------------------ | -------------------------------------------- | ----------------------------- | -------------------- | ---------- |
| 20 Dic. 2014 | New Orleans Bowl         | Mercedes-Benz Superdome Nueva Orleans        | Louisiana-Lafayette           | Nevada               | 16-3       |
| 20 Dic. 2014 | New Mexico Bowl          | Estadio Universitario Albuquerque            | Estatal de Utah               | UTEP                 | 21-6       |
| 20 Dic. 2014 | Las Vegas Bowl           | Estadio Sam Boyd Las Vegas                   | Utah                          | Estatal de Colorado  | 45-10      |
| 20 Dic. 2014 | Famous Idaho Potato Bowl | Estadio Albertsons Boise                     | Air Force                     | Míchigan Occidental  | 38-24      |
| 20 Dic. 2014 | Camellia Bowl            | Cramton Bowl Montgomery                      | Bowling Green                 | Sur de Alabama       | 33-28      |
| 22 Dic. 2014 | Miami Beach Bowl         | Marlins Park Miami                           | Memphis                       | BYU                  | 55-48      |
| 23 Dic. 2014 | Boca Raton Bowl          | Estadio FAU Boca Ratón                       | Marshall                      | Norte de Illinois    | 52-23      |
| 23 Dic. 2014 | Poinsettia Bowl          | Estadio Qualcomm San Diego                   | Navy                          | Estatal de San Diego | 17-16      |
| 24 Dic. 2014 | Bahamas Bowl             | Estadio Thomas Robinson Nasáu                | Kentucky Occidental           | Míchigan Central     | 49-48      |
| 24 Dic. 2014 | Hawaii Bowl              | Estadio Aloha Honolulu                       | Rice                          | Estatal de Fresno    | 30-6       |
| 26 Dic. 2014 | Heart of Dallas Bowl     | Estadio Cotton Bowl Dallas                   | Louisiana Tech                | Illinois             | 35-18      |
| 26 Dic. 2014 | Quick Lane Bowl          | Ford Field Detroit                           | Rutgers                       | Carolina del Norte   | 40-21      |
| 26 Dic. 2014 | St. Petersburg Bowl      | Tropicana Field San Petersburgo              | Estatal de Carolina del Norte | Florida Central      | 34-27      |
| 27 Dic. 2014 | Military Bowl            | Navy–Marine Corps Memorial Stadium Annapolis | Virginia Tech                 | Cincinnati           | 33-17      |
| 27 Dic. 2014 | Sun Bowl                 | Estadio Sun Bowl El Paso                     | Estatal de Arizona            | Duke                 | 36-31      |
| 27 Dic. 2014 | Independence Bowl        | Independence Stadium Shreveport              | Carolina del Sur              | Miami                | 24-21      |
| 27 Dic. 2014 | Pinstripe Bowl           | Yankee Stadium Nueva York                    | Estatal de Pensilvania        | Boston College       | 31-30      |
| 27 Dic. 2014 | Holiday Bowl             | Estadio Qualcomm San Diego                   | USC                           | Nebraska             | 45-42      |
| 29 Dic. 2014 | Liberty Bowl             | Liberty Bowl Memorial Stadium Memphis        | Texas A&M                     | Virginia Occidental  | 45-37      |
| 29 Dic. 2014 | Russell Athletic Bowl    | Estadio Citrus Bowl Orlando                  | Clemson                       | Oklahoma             | 40-6       |
| 29 Dic. 2014 | Texas Bowl               | Estadio NRG Houston                          | Arkansas                      | Texas                | 31-7       |
| 30 Dic. 2014 | Music City Bowl          | LP Field Nashville                           | Notre Dame                    | LSU                  | 31-28      |
| 30 Dic. 2014 | Belk Bowl                | Bank of America Stadium Charlotte            | Georgia                       | Louisville           | 37-14      |
| 30 Dic. 2014 | Foster Farms Bowl        | Levi's Stadium Santa Clara                   | Stanford                      | Maryland             | 45-21      |
| 1 Ene. 2015  | Outback Bowl             | Raymond James Stadium Tampa                  | Wisconsin                     | Auburn               | 34-31 (TS) |
| 1 Ene. 2015  | Citrus Bowl              | Estadio Citrus Bowl Orlando                  | Misuri                        | Minnesota            | 33-17      |
| 2 Ene. 2015  | Armed Forces Bowl        | Amon G. Carter Stadium Fort Worth            | Houston                       | Pittsburgh           | 35-34      |
| 2 Ene. 2015  | TaxSlayer Bowl           | EverBank Field Jacksonville                  | Tennessee                     | Iowa                 | 45-28      |
| 2 Ene. 2015  | Alamo Bowl               | Alamodome San Antonio                        | UCLA                          | Estatal de Kansas    | 40-35      |
| 2 Ene. 2015  | Cactus Bowl              | Sun Devil Stadium Tempe                      | Estatal de Oklahoma           | Washington           | 30-22      |
| 3 Ene. 2015  | Birmingham Bowl          | Legion Field Birmingham                      | Florida                       | Carolina Oriental    | 28-20      |
| 4 Ene. 2015  | GoDaddy Bowl             | Ladd Peebles Stadium Mobile                  | Toledo                        | Estatal de Arkansas  | 63-44      |

- Esta obra contiene una traducción  derivada de «2014–15 NCAA football bowl games» de Wikipedia en inglés, publicada por sus editores bajo la Licencia de documentación libre de GNU y la Licencia Creative Commons Atribución-CompartirIgual 4.0 Internacional.

- Datos: Q16971075
- Multimedia: 2014–15 NCAA football bowl games / Q16971075